# Dregeochloa
Dregeochloa es un género de plantas herbáceas perteneciente a la familia de las poáceas. Es originario de Sudáfrica. Comprende 2 especies descritas y aceptadas.
Algunos autores lo incluyen en el género Danthonia.

## Descripción
Son plantas perennes; estoloníferas (a veces), o cespitosas (con corto, a menudo ramificados rizomas rastreros). Culmos de 40-250 cm de alto; herbáceos; no ramificados arriba (pero generalmente ramificado considerablemente justo debajo de la superficie del suelo). Los nodos de los culmos glabros. Entrenudos sólidos. Plantas desarmadas. Las hojas en su mayoría basales, o no agregadas, basales; no auriculadas. Lígula con una franja de pelos ; diminutos, a 1 mm de largo. Plantas bisexual, con espiguillas bisexuales ; con flores hermafroditas. Las inflorescencias con pocas epigas (4-12); un solo racimo, o paniculada (rara vez), cuando paniculada.

## Taxonomía
El género fue descrito por Hans Joachim Conert y publicado en Senckenbergiana Biologica 47: 335. 1966.
Etimología
El nombre del género fue otorgado en honor de Johann Franz Drège, recolector de plantas en Sudáfrica.

## Especies aceptadas
A continuación se brinda un listado de las especies del género Dregeochloa aceptadas hasta noviembre de 2013, ordenadas alfabéticamente. Para cada una se indica el nombre binomial seguido del autor, abreviado según las convenciones y usos.
- Dregeochloa calviniensis Conert
- Dregeochloa pumila (Nees) Conert